# Сегре, Коррадо
Коррадо Сегре (20 августа 1863 — 18 мая 1924) — итальянский математик, известный сегодня как один из людей, способствовавших раннему развитию алгебраической геометрии.
Карьера Сегре проходила в университете Турина, первоначально он был учеником Энрико Д’Овидио. В 1883 году, ещё до своего двадцатилетия, он опубликовал диссертацию о квадриках в проективном пространстве и получил должность ассистента профессоров по алгебре и аналитической геометрии. В 1885 году он начал преподавать проективную геометрию в качестве заместителя Джузеппе Бруно. После этого, начиная с 1888 года и до своей смерти, он возглавлял кафедру высшей геометрии. Благодаря Сегре и Джузеппе Пеано, Туринский университет стал известен среди геометров. Авеллоне в 2002 году пишет о них так:

… в середине 1880-х, двое очень молодых исследователей, Сегре и Пеано, оба лишь ненамного старше двадцати и оба работающие в университете Турина, развивали очень продвинутые точки зрения на фундаментальные геометрические вопросы. Их должности в университете были очень разными, но в некотором смысле дополняющими друг друга. Неудивительно, что Турин стал колыбелью некоторых наиболее интересных исследований в этих областях.
Оригинальный текст (англ.)... in the mid 1880's, these two very young researchers, Segre and Peano, both of them only just past twenty and both working at the University of Turin, were developing very advanced points of view on fundamental geometrical issues. Although their positions were quite different from one another, they were in some way more complementary than opposed. So it must come as no surprise that Turin was the cradle of some of the most interesting studies on such issues.

Эрлангенская программа Клейна довольно быстро оказала влияние на Сегре, и он способствовал её распространению. В 1885 году он опубликовал статью о кониках на плоскости, в которой продемонстрировал, насколько теория групп облегчает их исследование. Как пишет Хокинс, «совокупность всех коник на плоскости идентифицируется с P5(C)», следовательно, группа проективных преобразований этого пространства — группа, переставляющая коники. О Сегре Хокинс пишет:

… вскоре после получения должности в 1888 году он решил, что будет полезно иметь итальянский перевод Erlangen Program, так как видел, что её содержание недостаточно хорошо известно молодым итальянским геометрам. […] Сегре убедил одного из своих студентов, Джино Фано, сделать её перевод, который и был опубликован в Annali di Mathematische в 1890 году. Перевод Фано стал первым из многочисленных переводов Erlangen Program.
Оригинальный текст (англ.)...shortly after he assumed the chair of projective geometry in Turin in 1888, he decided it would be worthwhile to have an Italian translation of the Erlangen Program because he felt its contents were not well enough known among young Italian geometers. ... Segre convinced one of the students at Turin, Gino Fano, to make a translation which was published in Annali di Mathematische in 1890. Fano's translation thus became the first of many translations of the Erlangen Program.

Сегре также расширил алгебраическую геометрию, будучи первым, кто рассмотрел мультикомплексные числа (в частности, бикомплексные числа). Работа Сегре продолжает более ранние работы Гамильтона и Клиффорда о бикватернионах. Однако Сегре не были известны работы Джеймса Кукла о «тессаринах», понятие которых сильно пересекается с понятием бикомплексных чисел.
Сегре написал статью «многомерное пространство» для Encyklopädie der mathematischen Wissenschaften (известной также как энциклопедия Клейна), которая простирается на 200 страниц.
Сегре умер в 1924 году после операции, к тому времени он опубликовал 128 математических статей. В некрологе 1926 года, Бейкер пишет, что Сегре можно назвать «отцом» итальянской школы алгебраической геометрии.